# Phellodon melaleucus
Phellodon melaleucus är en svampart som först beskrevs av Sw. ex Fr., och fick sitt nu gällande namn av Petter Adolf Karsten 1881. Phellodon melaleucus ingår i släktet lädertaggsvampar och familjen Bankeraceae.   Inga underarter finns listade i Catalogue of Life.

## Bildgalleri

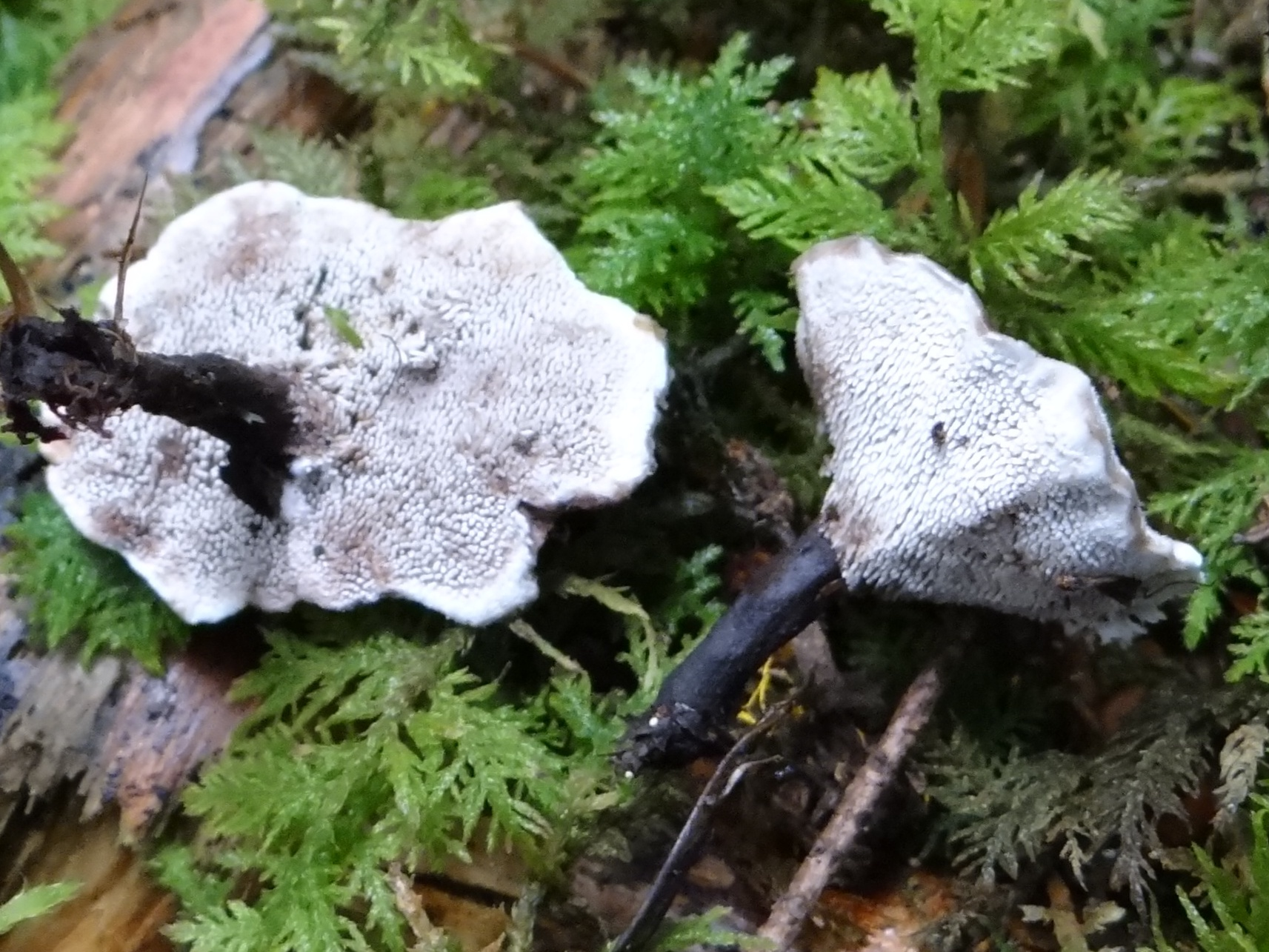